# 花山院家輔
花山院 家輔（かさんのいん いえすけ）は、戦国時代から安土桃山時代にかけての公卿。花山院家18代当主。

## 概要
左大臣・九条尚経の子。権大納言・花山院忠輔の養子。官位は正二位・右大臣。

## 官職歴
- 大永7年3月26日（1527年4月26日） - ? 侍従
- 天文11年3月9日（1542年3月25日） - 天文12年7月28日（1543年8月28日） 左近衛中将
- 天文12年7月28日（1543年8月28日） - 天文23年8月23日（1554年9月19日） 権中納言
- 天文23年9月22日（1554年10月18日） - 弘治3年3月23日（1557年4月22日） 権大納言
- 弘治3年3月23日（1557年4月22日） - 弘治3年9月2日（1557年9月24日） 内大臣
- 弘治3年9月2日（1557年9月24日） - 天正2年2月24日（1574年3月17日） 右大臣
- 天正6年3月20日（1578年4月26日） 出家

## 位階歴
- 大永7年3月26日（1527年4月26日） 従五位下
- 享禄4年6月22日（1531年8月4日） 正五位下
- 天文元年12月20日（1533年1月15日） 従四位下
- 天文6年9月27日（1537年10月30日） 正四位下
- 天文11年3月10日（1542年3月26日） 従三位
- 天文16年正月5日（1547年1月26日） 正三位
- 天文20年正月6日（1551年2月11日） 従二位
- 弘治3年正月23日（1557年2月22日） 正二位

## 系譜
- 父：九条尚経
- 母：三条西保子 - 三条西実隆娘
- 養父：花山院忠輔
- 妻：大炊御門経名娘
- 養子
  - 男子：花山院定熙 - 西園寺公朝の次男
- 猶子
  - 女子：正親町天皇尚侍 - 二条尹房の娘